# David Garrick (Popsänger)

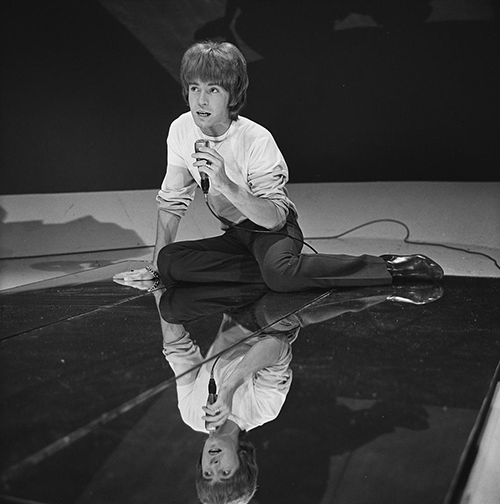
David Garrick, 1967

David Garrick (* 12. September 1945 in Liverpool, England als Philip Darrell Core; † 23. August 2013 in Wirral, England) war ein britischer Popsänger.

## Leben & Karriere
Garrick wurde im Kirchenchor seiner Gemeinde entdeckt. Sofort im Anschluss an seine Schulzeit besuchte Garrick ein Konservatorium, um sich als Opernsänger ausbilden zu lassen. Während dieses Studiums und danach beschäftigte er sich mit den Werken von Ludwig van Beethoven und Wolfgang Amadeus Mozart; aber auch das Leben und Werk von Mario Lanza interessierte Garrick sehr.
Seine Karriere als Popsänger entstand als Ergebnis einer Wette zwischen Garrick und einigen Freunden im Cavern Club in London. Sein erster Erfolg als Popsänger war eine Coverversion von Lady Jane – geschrieben von Keith Richards und Mick Jagger– die in den UK-Charts bis auf Platz 28 kam. Sein größter Hit Ende 1966/Anfang 1967 war Dear Mrs. Applebee. Mit diesem Lied erreichte Garrick in den deutschen Charts Platz 1, in Großbritannien Rang 22. Die sehr ähnlich klingende Nachfolgesingle Please Mr. Moving Man (Mai 1967) sowie Don't Go Out into the Rain (Dezember 1967) – geschrieben von Kenny Young (Fox) und zuvor von Herman’s Hermits aufgenommen – waren in Deutschland noch zwei kleinere Hits. Sein Album A Boy Called David schaffte im Frühjahr 1967 Platz 25 in der deutschen LP-Hitparade. Gerade durch diesen Erfolg in Deutschland nahm Garrick in der Folge auch einige Titel in deutscher Sprache auf, konnte damit aber nicht an seine vorigen Erfolge anknüpfen.
Seinen Künstlernamen übernahm er von dem bedeutendsten britischen Schauspieler des 18. Jahrhunderts, David Garrick.

## Diskografie (Auswahl)

### Singles Piccadilly/Pye
- Go / When the World Was Our Own – (UK 05.1965)
- One Little Smile / We Must Be in Love – (UK 09.1965)
- Lady Jane / Let's Go Somewhere – (UK 05.1966)
- Dear Mrs. Applebee / You’re What I’m Living For – (UK 09.1966)
- I’ve Found a Love / (You Can’t Hide) A Broken Heart – (UK 02.1967)
- Please Mr. Moving Man / (You Can’t Hide) A Broken Heart – (D 03.1967)
- A Certain Misunderstanding / I’m Looking Straight at You – (UK 04.1967)
- Hey Mr. Möbelmann / Zeig’ den andern nicht Dein Herz – (D 05.1967)
- Don’t Go Out into the Rain (You’re Gonna Melt, Sugar) / Theme for a Wishing Heart – (D 11.1967)
- Ave Maria / Only a Rose – (D 12.1967)
- Unchained Melody / Then You Can Tell Me Goodbye – (NL 01.1968)
- Rainbow / I’ll Be Come – (D 05.1968)
- A Little Bit of This (And a Little Bit of That) / Flutterby Butterfly – (D 09.1968)
- Maypole Mews / Like to Get to Know You Better – (D 03.1969)
- Poor Little Me / Molly with the Hair Like Silver – (UK 09.1969)
- Bake Me a Woman / House in the Heather – (UK 05.1970)
- Rüdesheim liegt nicht an der Themse / Lady Marmelade – (D 07.1970)
- Lieber Dr. Eisenbart / Mein Herz ist doch kein Bienenhaus – (D 12.1970)
- Heya Mississippi–Girl / Piccadilly Lady – (D 05.1971)
- Mary in the Morning / Beautiful People – (UK 05.1971)

In Deutschland erschienen die Singles auf „Deutsche Vogue“ bzw. Pye Records.

### Alben
- A Boy Called David (Piccadilly/Pye 1966, Vogue/Pye 1967)
- Don’t Go Out Into the Rain Sugar (Piccadilly 1967, Pye 1968)
- Blow Up Live (Pye 1968)